# Friedrichfranz Feeser
Friedrichfranz Feeser (* 14. Januar 1875 in Aschaffenburg; † 24. September 1938 in München) war ein deutscher Generalmajor der Reichswehr sowie Militärautor. 

## Leben

### Herkunft
Feeser war der Sohn eines Gymnasialprofessors. Er heiratete 1916 Elisabeth Roth, mit der Feeser ein Kind hatte.

### Militärkarriere
Nach dem Besuch eines Humanistischen Gymnasiums trat Feeser am 16. Juli 1894 als Fahnenjunker in das 4. Feldartillerie-Regiment „König“ der Bayerischen Armee in Augsburg ein. Dort wurde er am 27. Februar 1896 nach dem Besuch der Kriegsschule zum Sekondeleutnant befördert. Feeser absolvierte dann vom 1. Oktober 1897 bis 12. Juli 1898 die Artillerie- und Ingenieur-Schule und wurde im Oktober 1900 nach Fürth in das 6. Feldartillerie-Regiment versetzt. Von 1901 bis 1904 absolvierte Feeser die Kriegsakademie. Im Anschluss daran folgten Kommandierungen als Oberleutnant zunächst im Generalstab in München und dann im Großen Generalstab in Berlin. Nach seiner Beförderung zum Hauptmann wurde Feeser am 4. Mai 1910 in die Zentralstelle des Generalstabs versetzt. Ab 1. Oktober 1912 folgte seine Verwendung als Batteriechef im 2. Feldartillerie-Regiment „Horn“ sowie zeitgleich von Mitte Februar bis Ende Mai 1914 seine Kommandierung an die Feldartillerie-Schießschule Jüterbog.
Nach dem Ausbruch des Ersten Weltkriegs kam Feeser mit seinem Regiment im Verbund mit der 4. Infanterie-Division während der Schlacht in Lothringen an der Westfront zum Einsatz. Ende Oktober 1914 verwundet, war er nach seiner Gesundung vom 24. Dezember 1914 bis Anfang Januar 1915 als Generalstabsoffizier beim Generalkommando des II. Armee-Korps. Anschließend wurde Feeser in den Generalstab des Armeeoberkommandos Süd an die Ostfront versetzt und am 15. Januar 1915 zum Major befördert. Nach einem Jahr kehrte Feeser an die Westfront zurück und war hier vom 9. Februar bis 20. August 1916 als Erster Generalstabsoffizier im Stab der 39. Reserve-Division während der Stellungskämpfe in den Vogesen tätig. Anschließend wurde er wieder in den Stab beim Armeeoberkommando Süd versetzt. Vom 31. August 1917 bis 10. Februar 1918 war Feeser Erster Generalstabsoffizier des I. Reserve-Korps und stieg anschließend zum Chef des Generalstabs des XXXX. Reserve-Korps auf. Für sein Wirken wurde er von seinem König mit dem Militärverdienstorden III. Klasse mit Schwertern ausgezeichnet. Außerdem erhielt Feeser beide Klassen Eisernen Kreuzes, das Ritterkreuz des Königlichen Hausordens von Hohenzollern mit Schwertern, das Verwundetenabzeichen in Silber, das Ritterkreuz I. Klasse des Albrechts-Ordens mit Schwertern sowie das Hamburger Hanseatenkreuz. Die Verbündeten Österreicher ehrten ihn mit dem Orden der Eisernen Krone sowie dem Militärverdienstkreuz III. Klasse mit Kriegsdekoration und die Türken mit dem Eisernen Halbmond.
Nach dem Waffenstillstand von Compiègne und der Rückkehr in die Heimat wurde Feeser Ende Dezember 1918 dem Ministerium für militärische Angelegenheiten in München zur Verfügung gestellt. Im Februar 1919 folgte seine Kommandierung in die Kriegsgeschichtliche Abteilung des Großen Generalstabs nach Berlin und nach der Auflösung der Dienststelle seine Kommandierung in das Reichswehrministerium. Ende November 1919 wurde Feeser als Referent hierher versetzt und am 1. Oktober 1920 zum Oberstleutnant befördert. Am 1. Februar 1923 wurde er Kommandeur der I. Abteilung im 7. (Bayerisches) Artillerie-Regiment und am 22. Februar 1924 mit Rangdienstalter vom 1. Dezember 1923 zum Oberst befördert. Als solcher war Feeser ab 1. April 1924 Kommandant von München. Am 28. Februar 1927 wurde er mit dem Charakter als Generalmajor aus dem aktiven Dienst verabschiedet.

### Autor und Lehrtätigkeit
Nach seiner Verabschiedung betätigte sich Feeser als Militärautor von kriegsgeschichtlichen Schriften. Gemeinsam mit dem ehemaligen General der Artillerie Konrad Krafft von Dellmensingen verfasst er das zweibändige Werk Das Bayernbuch vom Weltkriege 1914–1918.
Ab 1936 bis zu seinem Tod war Feeser Lehrbeauftragter der Universität Würzburg für Wehrkunde und Kriegsgeschichte.